# Stefan Docksjö
Stefan Docksjö, född 1968, författare, redaktör och projektledare. Idag VD för Ramme Konst- och Kulturcentrum i Hvitsten, Norge. Se Ramme Gaard.

## Priser och utmärkelser
- Årets Pandabok (barn- och ungdomsklassen) 2006.

## Konstnärliga installationer
- Live Art Performance, Göteborg 1996 (Handelshögskolan vid Göteborgs Universitet) tillsammans med Andy Cowie och Ebbe Pettersson.
- Blå Planet, Göteborg 1997 (Whitbread round the world race) tillsammans med Ebbe Pettersson. Avtäcktes av kung Carl XVI Gustaf.

## Separatutställningar
- Tradewind Art, Göteborg 2009 (Svenska Mässan och Gothia Towers)
- Tradewind Art, Oslo 2009 (Galleri Tjuvholmen)
- Tradewind Art, Skärhamn 2009 (Galleri Smedjan)
- Tradewind Art, Helsingborg 2009 (The Gallery)